# Microplidus algoensis
Microplidus algoensis är en skalbaggsart som beskrevs av Louis Albert Péringuey 1902. Microplidus algoensis ingår i släktet Microplidus och familjen Melolonthidae. Inga underarter finns listade i Catalogue of Life.